# Chicago White Sox
El Chicago White Sox és un club professional de beisbol estatunidenc de la ciutat de Chicago que disputa l'MLB.

## Història
Fundat el 1893 com a equip de lliga menor a Sioux City amb el nom de Cornhuskers, poc després es van traslladar a Saint Paul (Minnesota) el 1895, i després a Chicago el 1900 i és un dels equips fundadors de la Lliga Americana amb el nom original de Chicago White Stockings. Van guanyar la lliga en la primera temporada. El 1904 el nom de White Stockings es va reduir a White Sox.

## Palmarès
- Campionats de la Western League (1): 1894
- Campionats de l'MLB (3): 2005, 1917, 1906
- Campionats de la Lliga Americana (7): 2005, 1959, 1919, 1917, 1906, 1901, 1900
- Campionats de la Divisió Central (3): 2008, 2005, 2000
- Campionats de la Divisió Oest (2): 1993, 1983

## Evolució de la franquícia
- Chicago White Sox (1904-present)
- (Chicago) White Stockings (1900-1903) De 1900 a 1903 el nom oficial no contenia el nom de la ciutat
- St. Paul Saints (1895-1899)
- Sioux City Cornhuskers (1894)

## Colors
Negre, argent i blanc.

## Estadis
- Guaranteed Rate Field (Des de 1991)
  - a.k.a. Comiskey Park (II) (1991-2003); U.S. Cellular Field (2003-2016)
- Milwaukee County Stadium (1968, 1969) El club disputà alguns partits com a local a Milwaukee els anys 1968 i 1969
- Comiskey Park (I) (1910-1990)
  - a.k.a. White Sox Park (1910-1912 & 1962-1975)
- South Side Park (III) (1900-1910)
  - a.k.a. White Stockings Park (1900-1903)

## Números retirats
- Nellie Fox 2
- Harold Baines 3
- Luke Appling 4
- Minnie Miñoso 9
- Luis Aparicio 11
- Paul Konerko 14
- Ted Lyons 16
- Billy Pierce 19
- Frank Thomas 35
- Jackie Robinson 42
- Mark Buehrle 56
- Carlton Fisk 72